# Bürüs
Bürüs je vas na Madžarskem, ki upravno spada pod podregijo Szigetvári Županije Baranja.